# Elizabeth Sprague Coolidge
Elizabeth Sprague Coolidge   (Chicago, 30 d'octubre de 1864 - Cambridge, 4 de novembre de 1953), també coneguda com a Liz Coolidge i nascuda sota el nom d'Elizabeth Penn Sprague, va ser una compositora i mecenes musical, especialment de la música de cambra.

## Biografia
Elizabeth Sprague Coolidge venia d'una família adinerada, on el seu pare Albert Arnold Sprague va ser un distribuïdor de vendes d'una empresa que ell i el seu germà van fundar i que els va portar molta riquesa.
Nascuda a Chicago l'any 1864, l'Elizabeth tenia molts germans, els quals però van morir durant la infantesa. Aquest fet va fer que els seus pares invertissin molt de temps en la seva educació i en el seu futur. Elizabeth va mostrar talent per la música des de ben petita i va començar a rebre classes de piano als 11 anys. Estudiava moltes hores al dia el piano perquè deia que li feia un bé terapèutic, que va descriure-ho com un "estabilitzador mental". A començaments del 1890 Elizabeth va començar a estudiar també composició, obres de les quals es van tocar anys més tard.
Es va casar amb el cirurgià ortopèdic Frederic Shurtleff Coolidge l'any 1891 i tots dos van residir a Chicago fins a l'any 1904 quan es van mudar a Pittsfield, Massachusetts. L'any 1894 va néixer el seu únic fill Albert Sprague Coolidge que va fer els seus estudis universitaris a Harvard i va ser físic químic i activista polític fins a l'any 1915 que va morir de tuberculosi. Aquell mateix any van morir també els pares d'Elizabeth, motiu que va fer que aportés una contribució de 200.000 $ a la Yale University per a la construcció d'un auditori de música que portaria el nom de Sprague Memorial Hall. Un any més tard va accedir a contribuir uns 50.000 $ l'any en suport de la Bureau of Educational Experiments (BEE), un projecte portat per la seva cosina Lucy Sprague Mitchell, i que actualment rep el nom de Bank Street College of Education.
Va heretar una considerable quantitat de diners de la mort dels seus pares i va decidir invertir-los en la promoció de la música de cambra. El quartet de corda que va promocionar va esdevenir el famós quartet de Berkshire. En aquesta línia va fer construir el Temple of Chamber Music, i des de l'any 1918 al 1924 va esponsoritzar el South Mountain Chamber Music Festivals. La música de cambra als Estats Units va aflorar com a resultat de les iniciatives de Coolidge, deixant enrere una etapa molt marcada per l'interès dels compositors en la música orquestral. A part de ser la principal mecenes i organitzadora dels festivals, Elizabeth també actuava ocasionalment com a pianista.
Cap als anys trenta, la forta salut d'Elizabeth Coolidge va començar a defallir, i va fer que es passés molts hiverns a Califòrnia per motius mèdics. Tot i que era força adinerada, Coolidge no era tan rica com tanta gent creia. Gestionava astutament la seva fortuna per donar-la generosament a aquells que ho necessitaven.
Elizabeth Sprague Collidge va morir per causes naturals a Cambridge, Massachusetts, el 4 de novembre de 1953. L'any després de la seva mort es va rebre un homenatge en forma de festival que va durar dos dies, finançat per la South Mountain Association i fet a Pittsfield en el Temple of Music que va construir ella dècades abans.

## Elizabeth Sprague Coolidge Foundation
L'any 1925 va crear la seva fundació "Elizabeth Spargue Coolidge Foundation" per construir un auditori per la "Library of Congress". L'auditori estava adreçat naturalment a la música de cambra i constava d'una capacitat de 511 persones. Va ser inaugurat l'octubre del 1925.

## Premis atorgats a Elizabeth Sprague Coolidge
Primers premis i comissions
- 1918 – Tadeusz Larecki
- 1919 – Ernest Bloch: Premi de música de cambra
- 1920 – Gian Francesco Malipiero
- 1921 – Harry Waldo Warner (1874–1945)
- 1922 – Leo Weiner: Premi de música de cambra
- 1923 – Comissions pel festival de Berkshire: Eugene Goosens i Rebecca Clarke
- 1936 – Jerzy Fitelberg: String Quartet no. 4

Medalles per al servei de la música de cambra
- Louis Gruenberg, Four Diversions, string quartet, compost l'any 1930[3]
- Frank Bridge (1938)
- Abbey Simon[4]
- Hugo Kortschak
- Kenneth Schermerhorn
- Benjamin Britten (1941)
- Alexander Tansman (1941)
- Randall Thompson (1941)
- Roy Harris (1942), Sonata for Violin and Piano
- Quincy Porter (1943)
- Alexander Schneider (1945)[5]
- Erich Itor Kahn (1948)

Premi per la millor representació de la música contemporània
- The Zagreb Soloists

Premi pel millor quartet de corda d'Europa
- The Netherlands String Quartet (1965)

## Llista de compositors i obres que va finançar
Coolidge va tenir la reputació de promoure música moderna qualificada com a "difícil", però mai va dir les seves preferències musicals. En les seves pròpies paraules: "La meva visió sobre la música moderna no és que ens hauria d'agradar, ni tampoc necessàriament que l'haguem d'entendre, sinó que l'hem d'exhibir com un document humà significatiu." Igualment que fos americana mai va tenir cap preferència de nacionalitat, de fet moltes dels seus finançaments van ser cap a compositors Europeus. Així com tampoc va promoure especialment les dones compositores.
Algunes de les composicions més conegudes dels compositors més cèlebres de començaments del segle XX són aquestes:
- Samuel Barber: Hermit Songs, Op. 29
- Béla Bartók: Quartet de corda núm. 5
- Benjamin Britten: Quartet de corda núm. 1
- Aaron Copland: Appalachian Spring
- Arthur Honegger: Concerto da camera
- Gian Francesco Malipiero: First Piano Concerto (1937)
- Gabriel Pierné: Sonata da Camera pour flûte, violoncelle et piano
- Francis Poulenc: Flute Sonata
- Serguei Prokófiev: Quartet de corda núm. 1
- Maurice Ravel: Chansons madécasses
- Arnold Schönberg: Quartet de corda núm. 3, Quartet de corda núm. 4
- Ígor Stravinski: Apollon musagète
- Anton Webern: Quartet de corda
- Sir Arthur Bliss: Oboe Quintet
- Ottorino Respighi: Trittico Botticelliano
- Rebecca Clarke: Sonata per a viola i piano, 1919

Altres dels compositors que Coolidge va donar suport van ser Ernest Bloch, Frank Bridge, Alfredo Casella, George Enescu, Howard Hanson, Gian Francesco Malipiero, Paul Hindemith, Bohuslav Martinů, Darius Milhaud, Rebecca Helferich Clarke, Cyril Rootham and Albert Roussel.